# 不道德公會
《不道德公會》是河添太一所創作的日本漫畫，開始連載於《月刊少年GANGAN》2017年7月號。改編電視動畫於2022年10月5日首播，動畫製作公司是TNK。

## 故事大綱
基克爾是梅卜基鎮中的首屈一指的王牌護衛，從小就接受嚴苛的訓練，並在十八歲後就日以繼夜地投入狩獵魔物的工作。但到了二十歲後猛然發現同期的其他人都早早交上女朋友，甚至已經有人成家立業，才發覺自己的青春歲月都白白流失在訓練與工作上，所以萌生想要從工作引退並報考大學去享受學生生活的想法。但一旦做為主力的基克爾貿然離開，城鎮的防衛就會出大麻煩，公會人員艾諾梅只好介紹新人女孩給他帶領，希望他能回心轉意。而基克爾出於責任感，也決定先培養接班人來接替自己，結果這些女孩全都是問題兒童，別說是享受桃花運，反而是要為這些人勞心勞力。究竟，基克爾的未來會怎麼樣呢？

## 登場人物

### 主要人物
基克爾·馬丹（聲：福原克己）
梅卜基鎮的菁英護衛，職業為獵人，20歲。武器為弓箭與短刀，無論是近身戰鬥還是遠程攻擊都很擅長。
性格沉穩謹慎，會以穩健而安全的方式狩獵魔物，對待工作也很負責，作為前輩盡心盡力的教導西塔姆等人。但不擅長與人交流，多年來一直都是保持獨行俠的狀態，即便成為狩獵數第一的王牌也默默無聞。意外很在乎別人對他的評價，一旦有人對他做出負面評價就會陷入低沉情緒。
至今沒有戀愛經驗，所以與女性的交流經驗非常缺乏，有時會對女性說出刺耳或不解風情的話，讓旁人覺得他自今沒有女朋友不完全是工作忙碌的問題。還由於與艾諾梅母女發生的各種誤會，讓他更不敢輕易相信別人表達的好感。
雖是王牌，但由於作風低調，既不上報紙雜誌也不上電視，所以名氣極低。又因為名義上沒有討伐「受名魔獸」的實績，讓其他護衛認為他的討伐數是靠狩獵大量小型魔物充數而來，對他的實力抱持質疑態度。但實質上梅卜基森林內有潛力成為「受名魔獸」的魔物都被他發覺並提前獵殺，所以梅卜基鎮周圍才成為較安穩的區域。
西塔姆·薔（聲：礒部花凜）
梅卜基鎮的新人護衛，職業為武術家，18歲。
身高：152cm 體重：51kg 三圍：B-W-H 89(F)/60/91
開朗的獸人族少女，為人正直且認真勤奮，但無論從壞的方面還是好的方面來說都太過純真。戰鬥時常常不假思索地衝向敵人，又堅持武術家的禮儀向對方行禮，導致破綻太多而被打敗。作為前衛來說完全不合格，但具有很強的偵查能力，之後還學有治療能力，被旁人說比起前鋒更適合當輔助。
體質特異，有著超乎常人的魔素吸收率，身具取之不盡的大量魔力，在魔獸眼裡如同最高級的食材，所以即使被魔獸打敗也不會被立即殺死，而是會被慢慢的榨取魔力。也因為這樣的體質，讓她身體與環境的界線感變得模糊，變得難以掌握距離感而笨手笨腳，同時還非常敏感。
擅長家務，無論打掃或料理都很拿手。人緣極好，來到梅卜基鎮一個多月就能與大多鎮民打成一片。
名字與日文的一心一意諧音，所以外號「一心一意妹」，簡稱依心。
梅伊蒂娜·安潔（聲：澀谷彩乃）
梅卜基鎮的新人護衛，職業為白魔術師，15歲。
身高：140cm 體重：34kg 三圍：B-W-H 69(AA)/54/77
銀色長髮的少女，年紀輕輕卻有著卓越的天賦，能使用強大的治癒魔法，特例以15歲的年齡擔任守衛。由於還是在校學生，只會在有空的時候來幫忙。
虔誠的菲尼札斯克教徒，並且有著菲尼札斯克之神的恩寵——「聖痕」（必須要有聖痕，才可以使用「恢復他人」的技能 ），因此也在教團裡被譽為「天使」。注重貞操觀念，對異性有很高的戒心，一開始誤以為基克爾是輕浮男而態度尖銳，但在多次被救之後逐漸軟化。雖然對自己的能力很有自信，但實際上十分膽小，且缺乏自我防衛能力，一旦遭受危機就容易陷入恐慌狀態，不只會失去戰意而忘記輔助隊友，還會以慌亂的叫聲吸引其他魔物，造成惡性循環。
托基希可·達娜（聲：大地葉）
梅卜基鎮的新人護衛，職業為黑魔術師，18歲。身高：159cm 體重：46kg 三圍：B-W-H 78(B)/59/82
黑色雙馬尾的少女，性格懶散，即便在工作時也常常想偷懶。體力很差，幾乎做不了劇烈運動，甚至只要走路太久就會累倒。很會裝傻與吐槽，時常以言語捉弄基克爾，但也有體貼的一面，很會看場合，必要時還是會出面緩場。
擅長使用強力的攻擊魔法，但臨場反應很慢，攻擊幾乎跟不上敵人，準頭又極差，甚至會誤擊隊友。另外擁有解毒的咒名，能免疫對人類有效的毒素，似乎對疾病也有效果，所以她從小到大未曾生過病。
名字托基希可(toxico)的發音與英語的毒(toxic)相近。
哈娜芭妲·諾金斯（聲：鎌倉有那）
梅卜基鎮的新人護衛，職業為戰士，18歲。
身高：178cm 體重：69kg 三圍：B-W-H 110(K)/67/96
裝備製造商「諾金運動公司」老闆的掌上明珠，與托基希可是兒時玩伴。性格認真又具有親和力，不會仰仗自己的家勢，希望別人以對等的態度與自己相處。作為前衛的職業意識也很強，將守護同伴視為己任。
擁有「狂化」戰技，能藉由魔力解除大腦的限制，以失去理智為代價發揮更強的力量。但因為哈娜芭妲的魔力耐性太低，連自己的魔力都承受不住，魔力到達大腦前就失控，反而造成魔力醉。這種狀態下流竄的魔力仍能強化她的肉體，而且負擔比真正的狂化還輕，但持續時間很短，如同曇花一現，所以周圍人都以「狂花」來稱呼。發動時的性格會變得像喝醉酒一樣，變得愛撒嬌且黏人，雖然還能分辨敵我，但如同發酒瘋一樣的行為常常造成麻煩，基克爾就深受其害，常常被她以怪力熊抱到受傷。由於本人沒有「狂花」時期的記憶，所以她自己毫不知情，家裡人也因為顧忌而不願告訴她，即便是基克爾也被要求保密。
作為前衛非常優秀，單論力量已超越一般戰士，在新人中有著最高的討伐數。但因為一旦處於劣勢或情緒激動就容易依賴狂花，讓被纏上的基克爾苦不堪言，對她的評價好壞參半。
很崇拜曾為護衛的父親，所以自己也踏上成為護衛的道路。曾從父親口中聽聞基克爾的事蹟，對被父親讚賞的他產生好感。
名字哈娜芭妲與日文的花田諧音。
諾瑪·路恩（聲：白砂沙帆）
梅卜基鎮的新人護衛，職業為赤魔術師，18歲。
身高：163cm 體重：46kg 三圍：B-W-H 78/62/81
少見的妖精族人，外表清秀的美少年，常讓人誤以為是女性。
為人謙虛有禮，有著與艾諾梅相似的氣質，完全正中基克爾的好球帶，讓其一度以為自己嚮往的青春生活近在咫尺，等到知道他是男的的時候大受打擊。
原本是由其他小隊帶領，但躲避蛛事件後其他隊友都離開梅卜基鎮修行，轉由基克爾負責。十分崇拜基克爾，稱其為師傅。
同時學有攻擊用的黑魔術與輔助用的白魔術，可以應對各種場合，但兩項都比不上專門職業，沒辦法擔任主力，屬於適合輔助的均衡型護衛。與其他新人們相比更為穩定，所以很受基克爾的肯定。
柯茵.隆里巴絲
本在可達瑪鎮活動的新手護衛，但在夢魘事件後來到梅卜基鎮。職業為盜賊，18歲。
身高：165cm 體重：49kg 三圍：B-W-H 86(D)-60-85。
喜歡受人追捧的感覺，刻意加入以男性為主的隊伍，作為小隊裡的紅一點享受被他人寵愛的感覺。不只受到男性的保護，還能接受他們的討伐數，所以平時幾乎不上場戰鬥。然而她的小隊卻在一次危機時丟下她逃跑，因緣際會下在被基克爾所救，後要求加入他的小隊。
原本完全是為了受歡迎才成為被護衛，沒有作為護衛該有心理建設，在基克爾訓斥後稍微矯正了心態，並與其他新人一起接受他的訓練。
擅長偵查系技能，成為隊伍中除依心以外的斥候。戰鬥力雖然不強，但至少能做到一定程度的自保，而且不像依心那樣無節制地吸引魔物。學有盜技背刺，不過因為還不熟練而不穩定。
艾諾梅（聲：大久保瑠美）
梅卜基鎮的護衛公會人員，31歲。
身高：163cm 體重：57kg 三圍：B-W-H 103(J)/64/92
與基克爾認識多年，如同慈母般照料著受殘酷訓練折磨的他。對基克爾來說是如同初戀般仰慕的異性，但本人只當他是年歲差距有些大的弟弟。已婚，育有一個女兒愛修涅。丈夫長年不在，據說是個花心的混蛋，所以母女很少談論他。
父親是精靈族，母輕則是半精靈，所以體內有四分之三的精靈族血統。
愛修涅（聲：小路裕夕）
梅卜基鎮的護衛公會人員，艾諾梅的女兒，11歲。
不滿失蹤多年的父親，反而很中意基克爾，極力撮合他與母親，希望他能成為自己的新爸爸。

### 其他人物
莉絲密斯.凱亞（聲：結木梢）
醫院護士，後來轉職為公會人員，22歲。
冒失的小鬼族女性，本來是為了減輕艾諾梅的負擔才被雇用，但常常越幫越忙。
伊茲.彌恩.彌魯（聲：飛田展男）
古書店的老闆，同時也是資深的護衛，職業為學者。
小鬼族人，看起來很像是年輕的男孩，實際上已經四十歲左右，是訓練基克爾的前輩之一。
米雪莉.希托
種子之村唯一的護衛，21歲。
身高：163cm 體重：46kg 三圍：B-W-H 99(J)-65-93。
極度怕生的女騎士，總是用頭盔和面具遮住面容。
坎賽博.比
可達瑪鎮的王牌護衛，健壯的獸人騎士。
擁有咒名「完全防禦」，無論是物理還是魔法的攻擊都傷不了他，腐蝕性的毒也沒效果。
奧庫莉.比
坎賽博的妹妹兼搭檔，職業為屍術師，19歲。
身高：162cm 體重：48kg 三圍：B-W-H 83(C)-59-83。
因為父母早逝，所以很害怕寂寞，但因為性格內向而沒什麼朋友，只與哥哥相依為命。會成為冷門的屍術師，也是因為無論如何都不想失去哥哥，即便受咒名保護的坎賽博是離死亡最遠的人。
桑.霍星
可達瑪鎮的高階護衛，實力接近坎賽博的王牌候補之一，職業為魔物使，20歲。
身高：112cm 體重：24kg 三圍：B-W-H 71(E)-45-74。
小鬼族女性，身高看起來像小女孩，但平時給人的感覺很成熟穩重，同時身材也很好。討厭因為身為小鬼族而遭到輕視，一旦遇到這樣的人就會毫不客氣的出手教訓，時日一久就漸漸被人稱呼為「女帝」。
家族經營著一家名為三星的高級餐廳，與諾金斯家有多年的交情，因而認識哈娜芭妲，被其當作姐姐般仰慕。

## 用語
護衛
保護城鎮、讓平民遠離魔物威脅的職業，由戰士、魔術師、獵人等戰鬥職業擔任。主要工作有警衛巡邏、討伐特定魔物，與擔任貨物或重要人物的保鑣等。
工資分為每次工作的固定薪水，與依據討伐數計算的加成薪水，討伐的魔物越多薪水也越豐厚。每個城鎮中討伐數最高的護衛會被賦予「王牌」的稱號，成為該區域的活招牌，如同知名偶像般有著極高的名氣。
因為護衛擁有一般人之上的武力，所以一旦犯罪都會嚴懲。
魔物
有著特異能力的生物，是護衛的主要討伐對象。
依賴魔力維生，但本身的魔素吸收率極差，難以自給自足，所以需要攝取含有魔力的植動物，會襲擊人類也是為了從血肉與體液中攝取魔力。為了能持續吸收魔力，有時不會對人類下死手，而是會在無力化後舔食，但魔力耗盡後是生是死全看魔物心情。不知為何，其中女性的比例特別高。
棲息地會被視為不得擅入的危險區域，只有護衛與受許可的人允許進入。而人類的城鎮與設施會設下驅魔裝置，對人類懷有敵意的魔物難以接近。但因為不是萬無一失，所以需要護衛討伐來控制數量，讓魔物只在自己的棲息地活動就能飽足。
同種魔物中擁有獨特力量的突變種會被稱為「受名魔獸」，公會會賦予獨特的稱號來區別於普通種。如果在還沒被正式命名就被擊殺，那打倒牠的護衛可享有為牠命名的權利。
魔素
世界上所有物質都蘊含的一種能量，無論是動植物還是岩石金屬都有。
生物能吸收空氣中的魔素並轉化為自己的魔力，用來作為施展技能的能源。由於魔素的吸收率會因人而異，所以每個人的轉化速率皆不同，而一般人的吸收率都不到百分之一。
公會
管理護衛的組織，正式名稱為總合公會。
實際上每個職業的護衛都有屬於自己所屬的職業機關，例如白魔術師的「菲尼札斯克教會」或黑魔術師的「天頂院」等等，公會則是所有職業辦理護衛事務的共通場所。
菲尼札斯克教會
白魔術師隸屬的宗教組織，信奉象徵再生的「神鳥」菲尼札斯克，信徒身上會被賦予聖痕，作為施展白魔法的力量來源。
為了不影響醫院與藥廠的發展，規定接受白魔法恢復的人需要繳交治療費，費用與術者的水平等比。護衛會被強制加入白魔保險，雖然每月都會扣除保費，但工作中受傷的治療費只要十分之一。另外，白魔術師的護衛工資不由公會發放，而是由教會給予。
技能
每個職業所能學習的特殊能力，如戰士的戰技、魔術師的魔法、獵人的獵技等。
各職業能學習的技能都是固定好的，而且政府規定一個人只能學習一個職業的技能，這是為了不讓個人擁有過於強大的力量。部分職業為特例，能同時學會多種職業的技能，但這類職業的學習範圍都會有所限制。例如紅魔術師能同時學黑魔術師的黑魔法與白魔術師的白魔法，但無法學習上級魔法。
各職業組織都擁有該職業技能的版權，所以護衛都必須按月繳使用費。也有部分魔法沒有版權，任何人都能學習。
如果護衛要轉換職業或退休，必須服用國家授予的特殊藥物來重置技能。這個程序被稱為「歸還」。
咒名
名字本身就能發揮咒言效果的特別加護，非常稀少，擁有的人會受到名字中的言靈守護。

## 出版書籍
| 卷數 | Square Enix   | Square Enix            | 東立出版社     | 東立出版社             |
| 卷數 | 發售日期      | ISBN                   | 發售日期       | ISBN                   |
| ---- | ------------- | ---------------------- | -------------- | ---------------------- |
| 1    | 2018年3月22日 | ISBN 978-4-7575-5623-2 | 2020年1月9日   | ISBN 978-957-26-3817-0 |
| 2    | 2018年7月21日 | ISBN 978-4-7575-5781-9 | 2020年10月12日 | ISBN 978-957-26-3818-7 |
| 3    | 2019年2月22日 | ISBN 978-4-7575-6008-6 | 2020年12月3日  | ISBN 978-957-26-3819-4 |
| 4    | 2019年8月9日  | ISBN 978-4-7575-6234-9 | 2021年4月16日  | ISBN 978-957-26-6105-5 |
| 5    | 2020年2月12日 | ISBN 978-4-7575-6497-8 | 2021年10月14日 | ISBN 978-957-26-6106-2 |
| 6    | 2020年8月11日 | ISBN 978-4-7575-6795-5 | 2022年4月22日  | ISBN 978-957-26-6692-0 |
| 7    | 2021年2月12日 | ISBN 978-4-7575-7088-7 | 2022年11月3日  | ISBN 978-957-26-6693-7 |
| 8    | 2021年8月11日 | ISBN 978-4-7575-7419-9 | 2023年6月5日   | ISBN 978-957-26-9840-2 |
| 9    | 2022年3月11日 | ISBN 978-4-7575-7806-7 | 2024年10月28日 | ISBN 978-626-360-188-8 |
| 10   | 2022年9月12日 | ISBN 978-4-7575-8132-6 |                |                        |
| 11   | 2023年3月10日 | ISBN 978-4-7575-8464-8 |                |                        |
| 12   | 2023年9月12日 | ISBN 978-4-7575-8784-7 |                |                        |
| 13   | 2024年3月12日 | ISBN 978-4-7575-9094-6 |                |                        |
| 14   | 2024年9月12日 | ISBN 978-4-7575-9411-1 |                |                        |
| 15   | 2025年3月12日 | ISBN 978-4-7575-9730-3 |                |                        |

## 電視動畫
2022年3月11日，宣佈將獲改編為電視動畫，動畫製作公司是TNK。6月10日，宣佈動畫將於同年10月首播，並公開前導視覺圖和主要角色的聲優陣容。
由於故事內容有大量的色情元素，動畫播放分為規制聲音和畫面的「TV放送ver.」、僅規制畫面的「ちょっと不徳な 配信ver.」、畫面無修正的「すごく不徳な AT-X ver. 」和完全無修正的「完全に不徳な ディレクターズカット ver.」四種版本。

### 製作人員
- 原作：河添太一
- 導演：朝岡卓矢
- 系列構成：筆安一幸
- 角色設計：金子拓
- 動畫製作：TNK[2]

### 主題曲
片頭曲

作詞：佐咲紗花，作曲、編曲：ヒゲドライバー，主唱：佐咲紗花
片尾曲

作詞：Mafuyu，作曲、編曲：三好啟太，主唱：栗林美奈實
第12話 主唱：西塔姆·薔(伊塔姆·翔) (礒部花凜)、梅伊蒂娜(梅蒂娜)·安潔 (澀谷彩乃)、托基希可(毒毒子)·達娜 (大地葉)、哈娜芭妲(花畑)·諾金斯 (鎌倉有那)、諾瑪·盧恩(路恩) (白砂沙帆)

### 劇集列表
| 話數 | 標題                                       | 劇本     | 分鏡             | 演出               | 作畫監督                                                                                         | 首播日期       |
| --- | ------------------------------------------ | -------- | ---------------- | ------------------ | ------------------------------------------------------------------------------------------------ | -------------- |
| 1 | 一心一意地努力 （）少女所不知道的世界 （） | 筆安一幸 | 朝岡卓矢         | 朝岡卓矢           | 後藤潤二、神田岳、齊藤香織、渡邊遙、北島勇樹、朝岡卓矢                                           | 2022年10月5日  |
| 基克爾是梅卜基鎮的王牌護衛，卻也因致力訓練和戰鬥而欠缺青春生活與異性緣，公會職員艾諾梅便介紹新人女孩給他帶領，基克爾也打算培養接班人以早日隱退，然而這些女孩全是問題兒童。第一位新人是因為講究武德而總是與敵人正面對決的格鬥家西塔姆，第二位是雖有實力但容易恐慌的白魔法師梅伊蒂娜。三人出外剷除魔物，被拖累的基克爾就連對付史萊姆都身心俱疲。 |                                            |          |                  |                    |                                                                                                  |                |
| 2 | 晴天霹靂 （）瀕死的獵人 （）               | 筆安一幸 | 齊藤佳子         | 大久保亮           | 後藤潤二、神田岳、齊藤香織、清水勝祐、渡邊遙                                                     | 2022年10月12日 |
| 第三位新人是懶散又遲鈍的黑魔法師托基希可，雖然能施展強力攻擊魔法但命中率極差。第四位新人是魁梧勇猛、但發起狂來猶如發酒瘋的戰士哈娜芭妲。基克爾帶她們出任務，雖然成功擊倒魔物，卻也讓自己傷痕累累。 |                                            |          |                  |                    |                                                                                                  |                |
| 3 | 大家一起出去玩 （）你是第一個 （）         | 筆安一幸 | 西島克彥         | 臼井貴彥           | 五十嵐望美、志賀道憲、小島惠理                                                                   | 2022年10月19日 |
| 基克爾對四位新人抱怨頗多，決定讓她們休假，出遊增進感情。次日四人會合後先是上街購物，之後喝咖啡聊是非，基克爾意識到魔物與女性戰鬥時表現出情慾的情況，以及對西塔姆特別執著的現象。在基克爾護衛下，艾諾梅親身調查魔物。 |                                            |          |                  |                    |                                                                                                  |                |
| 4 | 馬達醫生 （）白與黑 （）                   | 筆安一幸 | 倉本穗高         | 倉本穗高           | 後藤潤二、神田岳、岩崎玲奈、渡邊遙、へばらぎ、Echo                                               | 2022年10月26日 |
| 因為護士莉絲密斯的失誤，基克爾代替醫師為新人做體檢，並以聽診器聽取四人心搏，儘管他經過偽裝，但西塔姆早已憑氣味察覺並感到害羞。基克爾為四人分組訓練，在訓練托基希可和梅伊蒂娜時，雖然她們的體力並未增長，但關係稍有改善。 |                                            |          |                  |                    |                                                                                                  |                |
| 5 | 狂化的秘密 （）肉之盛宴 （）               | 筆安一幸 | 鈴木正彥         | 鈴木正彥           | 後藤潤二、清水勝祐、北島勇樹、神田岳、渡邊遙、石動仁、小七、王佳涵、謝雨朦、花貓                 | 2022年11月2日  |
| 基克爾為西塔姆和哈娜芭妲進行訓練，並指出哈娜芭妲的「狂化」能力缺陷太大，在得知能力原理後勉強找到了應對方式。之後基克爾率領四人討伐魔物，並從旁觀察四人作戰，發現她們仍是烏合之眾，最終潰不成軍。眾人發現西塔姆擅長烹飪，決定舉辦料理比賽，然而西塔姆之外都是外行人，成品難以下嚥。                                                             |                                            |          |                  |                    |                                                                                                  |                |
| 6 | 危機 （）新家人 （）                       | 筆安一幸 | 安部元宏         | 川部真也、相浦和也 | 嵩本樹、相澤秀亮、橋本有加、川久保美冴、權容祥                                                   | 2022年11月9日  |
| 基克爾帶梅伊蒂娜、西塔姆外出採集素材，在梅伊蒂娜不慎受傷後，西塔姆以新能力為她治療。儘管艾諾梅仍在婚內，艾諾梅的女兒愛修涅卻很希望基克爾能成為自己的新爸爸，趁艾諾梅身體不適之際，她積極搓合兩人。 |                                            |          |                  |                    |                                                                                                  |                |
| 7 | 無解遊戲 （）薄荷冰 （）                   | 筆安一幸 | 榊原大河         | 榊原大河           | 後藤潤二、榊原大河、北島勇樹、神田岳、岩崎令奈、清水勝祐、渡邊遙、小七、王佳涵、謝雨朦           | 2022年11月16日 |
| 擔任護衛的赤魔法師諾瑪被魔物躲避蛛擄走，基克爾和四人兵分二路，梅伊蒂娜、西塔姆和哈娜芭妲負責救人，基克爾和托基希可則進行攻擊。在基克爾為了保護托基希可而遭到躲避蛛攻擊後，托基希可藉著注入唾液為他解毒，之後他們設下了陷阱。另一方面，救人組幾經波折，順利讓諾瑪脫困。                                                                         |                                            |          |                  |                    |                                                                                                  |                |
| 8 | 完全燃燒 （）感謝 （）                     | 筆安一幸 | 田中良、朝岡卓矢 | 鈴木真彥           | 後藤潤二、神田岳、清水勝祐、渡邊遙、石動仁、へばらぎ、Echo                                       | 2022年11月23日 |
| 基克爾和躲避蛛多番纏鬥，順利將其引入陷阱，並由托基希可施以致命一擊。事件結束後，西塔姆探望受傷的基克爾，並和他一起逛街。基克爾見到西塔姆與居民相處融洽，並意識到自己應更重視自己的工作價值。 |                                            |          |                  |                    |                                                                                                  |                |
| 9 | 金的蛋蛋 （）柔軟的東西 （）               | 筆安一幸 | 西島克彥         | 大久保亮           | 松下純子、高田小知代、南部允宏、島袋智和、杉山直輝、櫻井拓郎、Lee Seongjae、Cho Hyejeong、神田岳 | 2022年11月30日 |
| 基克爾帶著諾瑪一起執行任務，本以為他像其他人一樣有致命缺陷，但發現他比預期更有能力，甚至對他心動，因此在得知他是男性後很是失落。基克爾隨艾諾梅一同執行任務，並提到自己因為照顧新人而疏於深入森林。 |                                            |          |                  |                    |                                                                                                  |                |
| 10 | 動搖的思緒 （）偉大的父親 （）             | 筆安一幸 | 山田浩之         | 臼井貴彥           | 小島惠理                                                                                         | 2022年12月7日  |
| 基克爾率領新人進入森林深處，以免類似躲避蛛的事件再次發生，之後他意識到自己欠缺廣域技能。哈娜芭妲發現自己似乎得不到基克爾信任，基克爾決定讓哈娜芭妲觀看自己在「狂化」期間的錄影，讓她對能力缺陷有自知之明，基克爾也認知到哈娜芭妲對自己的憧憬，但哈娜芭妲對基克爾沒有注意到自己的戀慕之情而生氣。                                               |                                            |          |                  |                    |                                                                                                  |                |
| 11 | 麻煩接連上門 （）新世界 （）               | 筆安一幸 | 小川優樹         | 藏本穗高           | 後藤潤二、神田岳、清水勝祐、渡邊遙、石動仁                                                       | 2022年12月14日 |
| 托基希可和梅伊蒂娜為了芝麻小事而爭吵，之後在諾瑪的勸說下和好，讓基克爾認為赤魔法師或許就是化解黑魔法師和白魔法師恩怨的關鍵。基克爾為哈娜芭妲進行特訓，不但完全沒有效果，還造成更多誤會。 |                                            |          |                  |                    |                                                                                                  |                |
| 12 | 今天不想回去 （）解謎小不點 （）           | 筆安一幸 | 朝岡卓矢         | 大久保亮           | 後藤潤二、神田岳、清水勝祐、岩崎令奈、渡邊遙、石動仁                                             | 2022年12月21日 |
| 在新人們成為護衛一個月後，首次領到薪水，並討論如何回報基克爾，最後她們決定準備豐盛的一餐，另一方面，基克爾帶著西塔姆與學者伊茲見面，伊茲解釋了魔力的原理，並指出西塔姆恢復魔力的速度超乎常人。基克爾回到家後，發現屋內一團亂，料理也如他預料以失敗告終。                                                                                       |                                            |          |                  |                    |                                                                                                  |                |

## 外部連結
- 漫畫官方網站（日語）
- 電視動畫官方網站（日語）
- 電視動畫的X（前Twitter）（日語）